# Puffing Billy

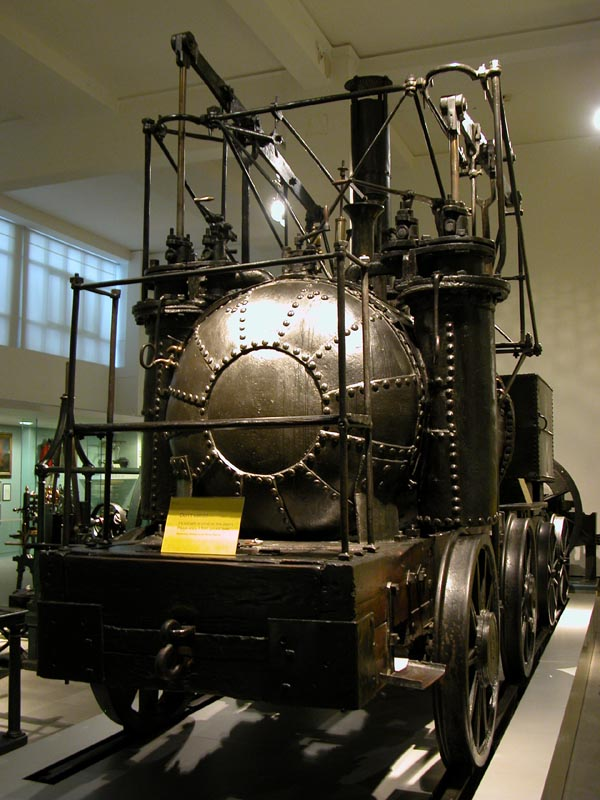
Puffing Billy van voren gezien

De Puffing Billy is een vroege stoomlocomotief, die in 1813-1814 door de ingenieur William Hedley, de machinebouwer Jonathan Forster en de smid Timothy Hackworth werd gebouwd voor Christopher Blackett, de eigenaar van de Wylam-kolenmijn in de buurt van Newcastle upon Tyne in het Verenigd Koninkrijk. De Puffing Billy is 's werelds oudste nog bestaande stoomlocomotief. Het was de eerste commerciële adhesie-stoomlocomotief. De Puffing Billy werd gebruikt voor het trekken van vrachtwagons gevuld met kolen van de mijn in Wylam naar de dokken in Lemington-on-Tyne in Northumberland.
De Puffing Billy behoort tot de permanente tentoonstelling van het Londense Science Museum.

## Voetnoten
1. ↑  (en)   (December 2008). Puffing Billy becomes world's oldest surviving locomotive. the Railway Magazine 154 (1,292).